# Cayetano de Urbina y Daóiz
Cayetano de Urbina y Daóiz (castellà: Cayetano de Urbina)  (Madrid, 3 d'abril de 1797 - Madrid, 21 d'abril de 1867) va ser un militar i polític espanyol.

## Biografia
Fill del llavors intendent d'aquella capital, Coronel retirat de Guàrdies Espanyoles, conseller de Castella, Cayetano de Urbina y Urbina, comte de Cartaojal i de Manuela Daóiz y Niderist. Es va casar amb María Malcampo Matheu i amb Josefa Conde Montero en segones noces.
Va combatre en la Primera Guerra Carlina, assolí el grau de tinent general el 1849 i de novembre a desembre de 1852 va ser Ministre de la Guerra en el govern de Juan Bravo Murillo. Fou nomenat Senador vitalici l'any anterior.